# شانیشر
سارپ پالاور (ترکی استانبولی: Sarp Palaur؛ زادهٔ ۹ نوامبر ۱۹۸۷ در استانبول)، یا با نام مستعار، شانیشر (ترکی استانبولی: Şanışer) یک موسیقی‌دان، رپر و ترانه‌سرای ترکی است.